# الصندوق القومي للإمدادات الطبية (السودان)
نشأ الصندوق القومي للإمدادات الطبية في العام 1935 كمخازن مركزية للأدوية تابعة لوزارة الصحة الاتحادية، وفي العام 1991 صارت هيئة تعمل تحت قانون الهيئات والشركات الحكومية وفي العام 2015م تم تحويلها للصندوق القومي للإمدادات الطبية بموجب القانون لإعطائه مزيداً من المرونة في العمليات التجارية في شراء وبيع الأدوية. وبذلك أصبحت المؤسسة الحكومية المسؤولة قانوناً عن توفير الأدوية والمستهلكات والمعدات الطبية للمؤسسات الحكومية. بدأ الصندوق العمل بنظام استرجاع التكلفة منذ بداية التسعينات من القرن الماضي، حين اعتمدت الدولة سياسة التحرير الاقتصادي بوجه عام، وسياسة استرداد التكلفة بحسبانه نظام لتمويل الخدمات الصحية في السودان، على وجه الخصوص.

## الأهداف
- الأستمرار في التمويل الذاتي للأدوية.
- ترشيد استخدام الأدوية.
- منع تداول الأدوية من المصادر غير الموثوقة.
- رفع مستوى الخدمات المقدمة في المرافق الصحية الحكومية.
- توحيد أسعار الأدوية الأساسية في جميع المرافق الصحية بالبلاد
- تغطية أكبر عدد من الادوية و توفيرها[2]